# Glasgow Women's Library
Pour les articles homonymes, voir GWL.
 Glasgow Women's Library (ou GWL) est une bibliothèque publique créée par des femmes en 1991, pour des femmes et sur l'histoire des femmes à Glasgow, en Écosse.

## Histoire de la bibliothèque

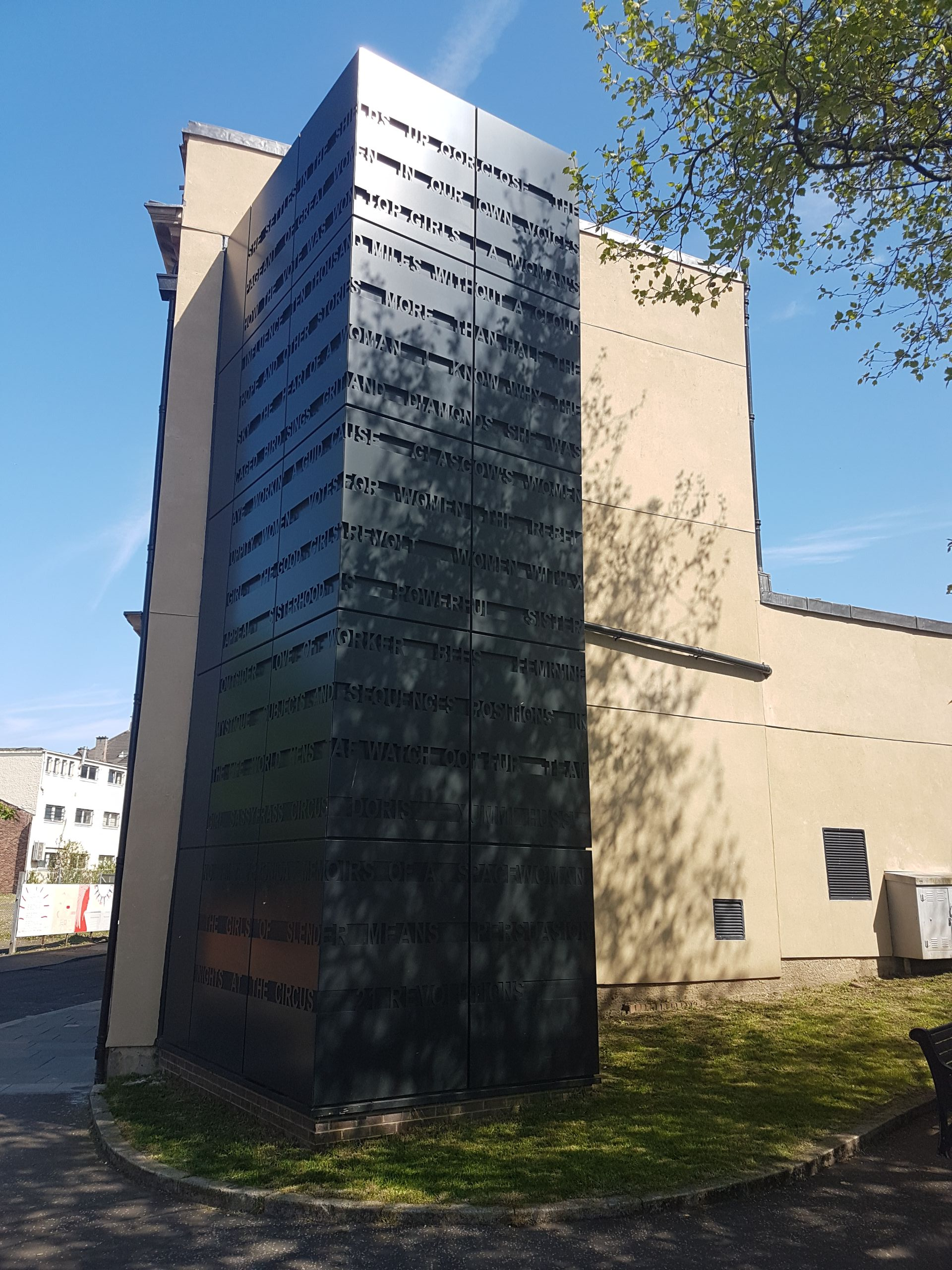
Glasgow Women's Library au 23 Landressy Street.

La Glasgow Women's Library est fondée en 1991, par un groupe de femmes sans emploi. Elle fait suite au projet Women in profile dont le but était d'assurer la visibilité et la présence des femmes lorsque Glasgow a été capitale européenne de la culture en 1990. En 2016, la Glasgow Women's Library compte 22 salariées et 100 bénévoles.
En 2010, la bibliothèque a déménagé dans les locaux de la Mitchell Library dans le West End. En 2012, le projet d'agrandissement et d'une nouvelle implantation, rue de Landressy à Bridgeton, est voté. Après deux ans de travaux de rénovation, les nouveaux locaux sont inaugurés le 7 novembre 2015 par le premier ministre écossais Nicola Sturgeon,.
En 2011, et pour célébrer son 21e anniversaire, la bibliothèque a lancé le projet 21 Révolutions : 21 artistes et 21 écrivaines, dont Janice Galloway et Denise Mina, ont participé à ce programme. Ce projet a donné lieu à une publication.
En 2015, à la suite de la proposition de la bibliothèque, le Chêne des Suffragettes remporte le prix de l'arbre de l'année pour l'Écosse. En 2016, ce chêne remporte le prix de l'arbre européen de l'Année. Cet arbre a été planté au Kelvingrove Park par l'organisation suffragiste le 20 avril 1918 pour célébrer l'obtention du droit de vote pour les femmes en février 2018.
Adele Patrick (en) fondatrice de la bibliothèque a remporté le prix Femme de l'Année de l’Écosse en 2015, et le prix Femme de l'Année en 2016,.
En 2018, une exposition sur Helen Crawfurd, suffragette écossaise oubliée a été montrée.
En 2018, la bibliothèque fait partie de la liste des cinq institutions muséales (Brooklands Museum (en) à Weybridge, la Ferens Art Gallery (en) à Hull, le Postal Museum à Londres, la Tate St Ives) retenues pour le prix du musée de l'année. Ce prix est doté de 100 000 £.

## Musée et bibliothèque
Glasgow Women's Library est une bibliothèque, un centre de recherche et un musée. C'est le seul musée sur l'histoire des femmes du Royaume-Uni. Sa collection est reconnue d'intérêt national par l’Écosse en 2015. Elle possède 30 000 objets historiques et contemporains comme des modèles de robes des années 1930.
La bibliothèque se compose de plus de 20 000 ouvrages : revues, ouvrages théoriques et militants, romans féministes et féminins, bulletin de la Scottish Women's Liberation à partir des années 1970. La bibliothèque abrite également, à partir de 1995, le centre d’archives et d’informations lesbiennes (LAIC).

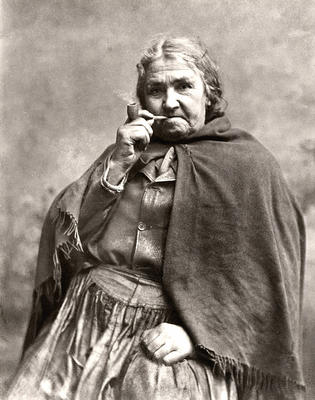
Rachel Hamilton était chargée de la répression des émeutiers en 1875 à Partick.

## Activités
Glasgow Women's Library met en place des cours et des ateliers afin d'encourager les femmes à se former tout au long de leur vie. Cours de théâtre, d'écriture, d'alphabétisation ou d'innumérisme, pour les minorités ethniques et les femmes sont proposés. La bibliothèque propose des visites guidées autour de Glasgow sur les traces des femmes qui ont fait l'histoire comme Rachel Hamilton (en), surnommée Big Rachel.